# Henrik Sjövall
Jan Henrik Sjövall, född 2 april 1970 i Borås Caroli församling i Älvsborgs län, är en svensk militär.

## Biografi
Sjövall avlade officersexamen vid Krigsskolan 1993 och utnämndes samma år till fänrik vid Upplands regemente, där han 1995 befordrades till löjtnant och 1997 till kapten. År 2001 avlade han filosofie magister-examen i historia vid Uppsala universitet. Efter att ha befordrats till överstelöjtnant tjänstgjorde han i början av 2010-talet i Insatsstaben vid Högkvarteret och därefter var han under 2014 bataljonschef vid Ledningsregementet och sektionschef i Högkvarteret 2014–2016. Sedan 2016 är han avdelningschef vid Högkvarteret.
Henrik Sjövall invaldes 2011 som ledamot av Kungliga Krigsvetenskapsakademien.